# Anne Eenpalu
Anne Eenpalu (Tomsk, 31 gennaio 1954) è una giornalista e politica estone, figlia di Ivo,  nacque in Siberia, durante la deportazione sovietica dei suoi genitori, e nipote di Kaarel Eenpalu, stastista estone.

## Biografia
Anne si è laureata nel 1983 alla Scuola Superiore di San Pietroburgo ed è direttore metodologico della Cultura. Dal 1993 ha lavorato nella Radio estone e dal 1999 al 2003, al giornale estone Guide..

## Carriera politica
Il 18 giugno  2005 è stata eletta al Riigikogu, nelle file del Partito della Libertà dell'Estonia. Nell'aprile 2006, si unì al partito politico e nel maggio entra a far parte del Partito di Centro Estone. Nelle Elezioni parlamentari in Estonia del 2011, è stata nominata ancora membro del Riigikogu, con 100 voti in più della precedente tornata.
Eenpalu ha ricevuto, nel 2008 durante la Festa del Cittadino, il distintivo d'onore del movimento patriottico per la promozione della nazione estone.